# Gmina Turobin
Die Gmina Turobin ist eine Stadt-und-Land-Gemeinde (gmina miejsko-wiejska) im Powiat Biłgorajski der Woiwodschaft Lublin in Polen. Ihr Sitz ist die gleichnamige Stadt mit etwa 1000 Einwohnern, die zum 1. Januar 2024 ihre zum 13. Januar 1870 entzogenen Stadtrechte wiedererhielt, wodurch die Gemeinde von einer gmina wiejska (Landgemeinde) zu einer gmina miejsko-wiejska wurde.

## Gliederung
Zur Stadt-Land-Gemeinde Turobin gehören folgende 23 Ortschaften mit einem Schulzenamt:
Czernięcin Główny
Czernięcin Poduchowny
Elizówka
Gródki Drugie
Gródki Pierwsze
Guzówka-Kolonia
Huta Turobińska
Nowa Wieś
Olszanka
Przedmieście Szczebrzeszyńskie
Rokitów
Tarnawa Duża
Tarnawa-Kolonia
Tarnawa Mała
Tokary
Turobin
Wólka Czernięcińska
Zabłocie
Zagroble
Załawcze
Żabno
Żabno-Kolonia
Żurawie
Weitere Orte der Gemeinde sind Gaj Czernięciński und Polesiska.